# Schweickhardt’sche Kunstmühle

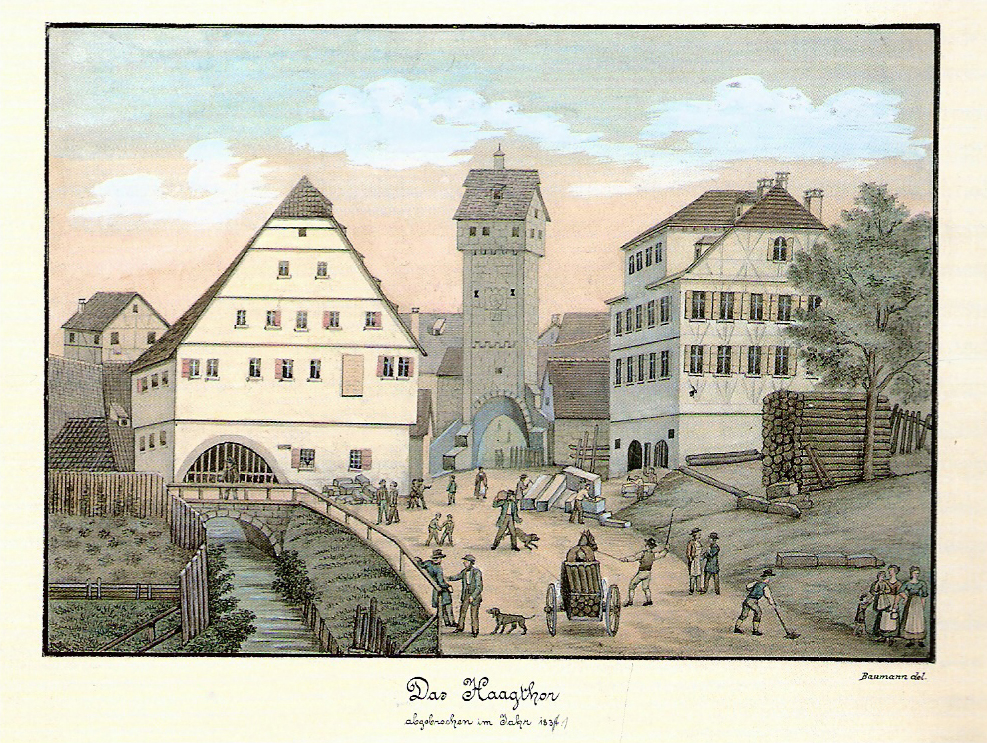
Schweickhardt’sche Kunstmühle am Ammerkanal neben dem Haagtor (Gouache von Carl Baumann, um 1850)

Die Schweickhardt’sche Kunstmühle, ursprünglich Untere Haagtormühle genannt, war eine Getreidewassermühle in Tübingen. Sie stand am Ammerkanal unmittelbar neben dem Haagtor, also am westlichen Ende der Stadt.

## Geschichte
Die Haagtormühle entstand im Mittelalter und wurde 1501 erstmals urkundlich erwähnt. Am 8. Dezember wurde die ursprünglich städtische Mühle an den Tübingen Müller Hans Hemerlin verkauft. Sie war die größte Mühle von Tübingen und war für die Versorgung der Stadtbevölkerung mit Mehl zuständig. In der Mühle arbeiteten jeweils ein Müller und ein Knecht. Die Mühle arbeitete grundsätzlich das ganze Jahr über. Fror im Winter der Ammerkanal zu, der sonst den Antrieb der Mühle gewährte, führte dies rasch zu Versorgungsengpässen.
Seit der zweiten Hälfte des 17. Jahrhunderts wurde die Mühle wieder in städtischer Regie geführt. Ab 1820 reduzierte sich jedoch der Ertrag der städtischen Mühlen. Daraufhin beschloss der Gemeinderat ihren Verkauf. Die Haagtormühle wurde 1838 zusammen mit zwei weiteren Mühlen von den Gebrüdern Heinrich und Eduard Schweickhardt gekauft, die sie zur Kunstmühle modernisierten. Um die Mühle kümmerte sich vordergründig Heinrich Schweickhardt (1798–1855), der auch seit 1834 Stadtrat und später letzter Vorsitzender des Tübinger Volksvereins war. Eduard Schweickhardt (1805–1868) arbeitete im Staatsdienst und später als Dozent an der Universität Tübingen.

## Tübinger Brotkrawall

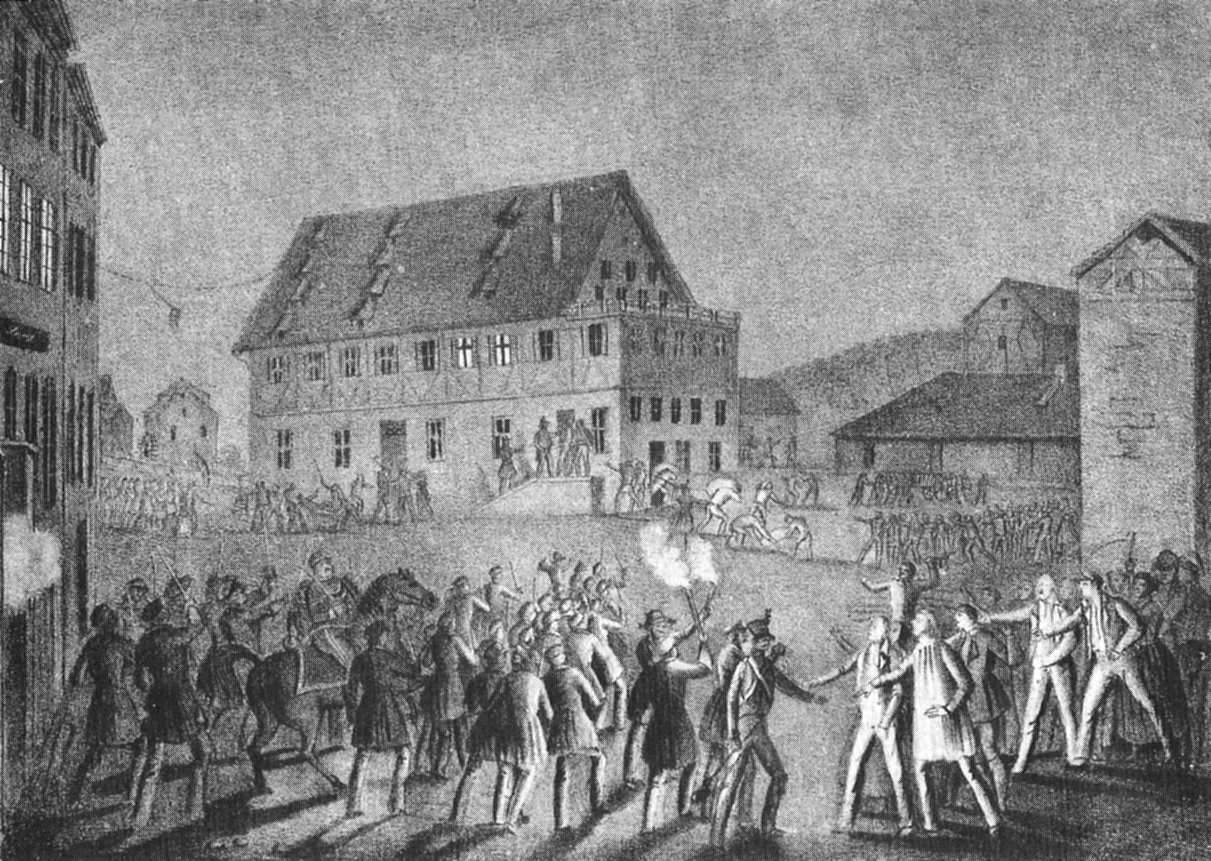
Sturm auf Mühle am 4. Mai 1847 (Lithographie von Carl Baumann, 1847)

Nach den Missernten 1846/47 stiegen auch in Tübingen die Preise stark an. Für die Handwerker und Gôgen (Weingärtner) kostete ein Laib Brot den ganzen Tagesverdienst. Als Anfang Mai 1847 Gerüchte über das Spekulantentum der Gebrüder Schweickhardt in Umlauf kamen, versammelten sich aufgebrachte Unterstadtbewohner am Abend des 4. Mai 1847 vor der Mühle. Nachdem sie eine Zeitlang nur schrieen, stürmten sie sie und entwendeten gewaltsam einige Fruchtsäcke. Sie demolierten auch das Innere und misshandelten die Besitzer, ohne dass sie viel Mehl finden konnten. Die Besitzer riefen zuvor die Stadtgarde zur Hilfe. Diese, die aus bewaffneten Studenten bestand, die in Anzahl von etwa 150 unter der Führung von Carl Heinrich Ludwig Hoffmann ankamen, beendete rasch den Aufstand, der später den Namen „Tübinger Brotkrawall“ erhielt. Die Anführer des Sturms wurden zu mehreren Monaten Gefängnis verurteilt. Der Vorwurf des Spekulantentums wurde im Nachhinein für ungerechtfertigt befunden.

## Erweiterung und Aufgabe

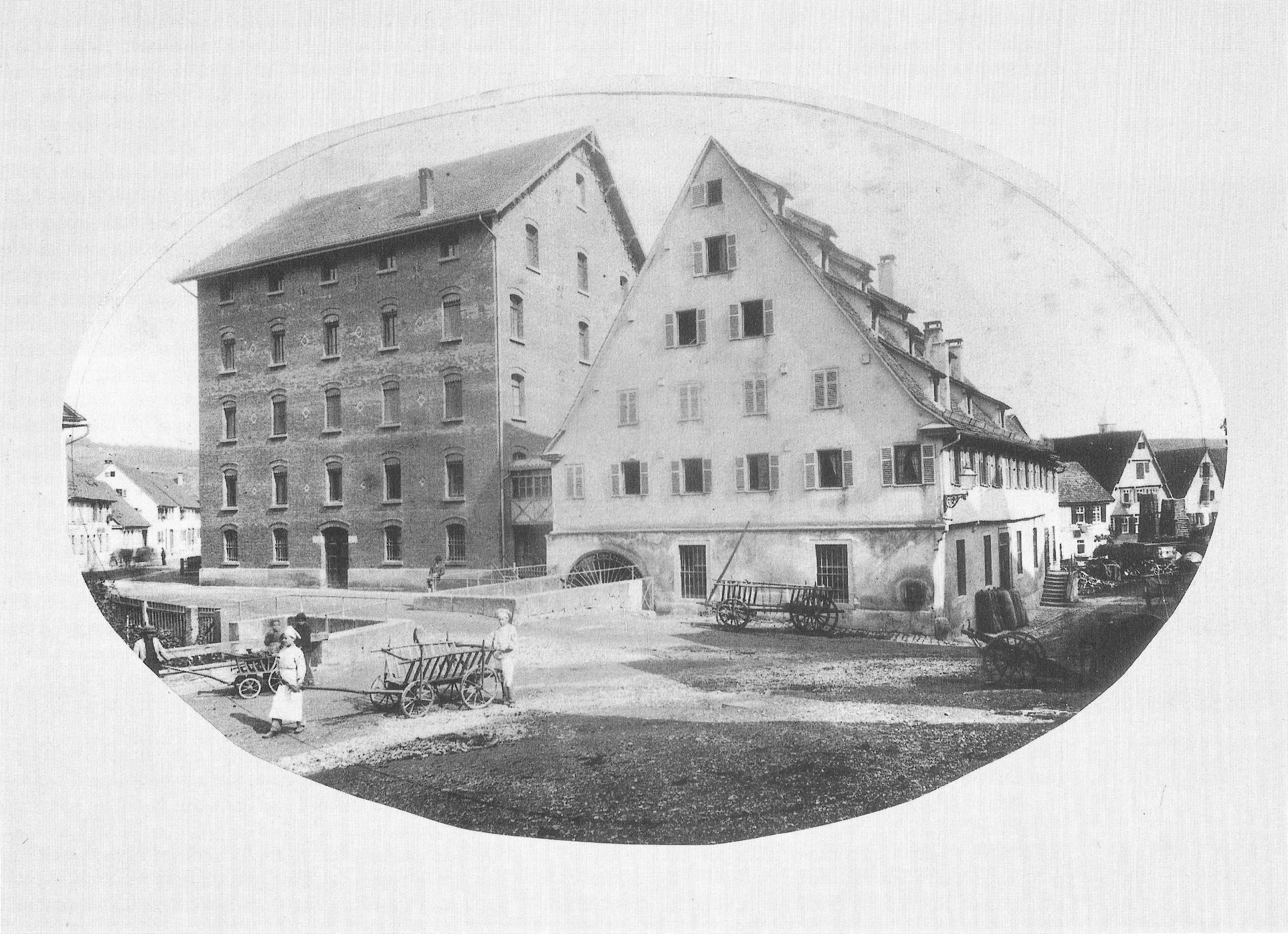
Schweickhardt'sche Kunstmühle um 1896. Neben der alten Mühle steht jetzt ein neues, viel größeres Lagergebäude. Fotografie von Paul Sinner.

Die Kunstmühle wurde 1880 im Auftrag von Heinrich Schweickhardt (1834–1898) um ein großes Lager erweitert und gründlich modernisiert.
Die Kunstmühle war bis 1960 im Betrieb. Zu diesem Zeitpunkt hatten die Wassermühlen endgültig ausgedient. Ihr Stillstand fiel in eine zukunftsgläubige Zeit, in der dem Erhalt historischer Bauten keine besondere Bedeutung zugemessen wurde. Und so wurde die Mühle als überflüssiges Hindernis 1963 abgerissen.